# Al Șaptelea Fiu (film)
Al șaptelea fiu (titlu original: Seventh Son) este un film fantastic din 2015 regizat de Serghei Bodrov. În rolurile principale joacă actorii Ben Barnes, Jeff Bridges și Julianne Moore. Scenariul, scris de Matt Greenberg, Chuck Leavitt și Max Borenstein, este bazat pe Ucenicul Vraciului (The Spook's Apprentice) de Joseph Delaney, primul volum al seriei Cronicile Wardstone. Premiera este programată a avea loc la 7 februarie 2015.

## Distribuție
- Ben Barnes ca Tom Ward[2]
- Jeff Bridges ca John Gregory, Vraciul
- Julianne Moore ca Mama Malkin, vrăjitoare nocivă din grădina Vraciului
- Alicia Vikander ca Alice Deane
- Kit Harington ca Billy Bradley
- Djimon Hounsou ca Radu, un  personaj original
- Antje Traue ca Bony Lizzie
- Olivia Williams